# Heinrich von Gagern

Eduard von Heuss: Heinrich von Gagern, 1848

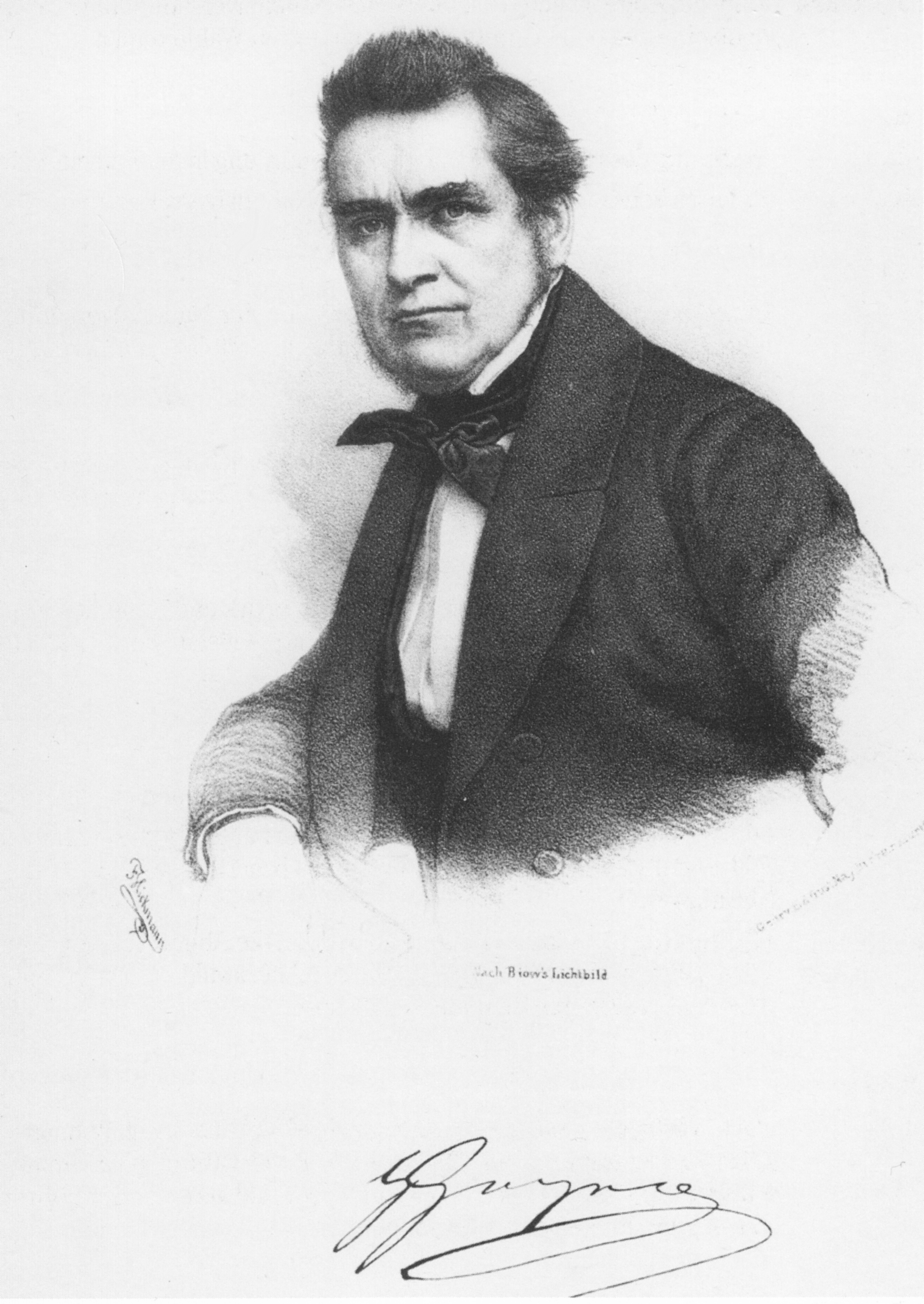
Heinrich von Gagern, 1848

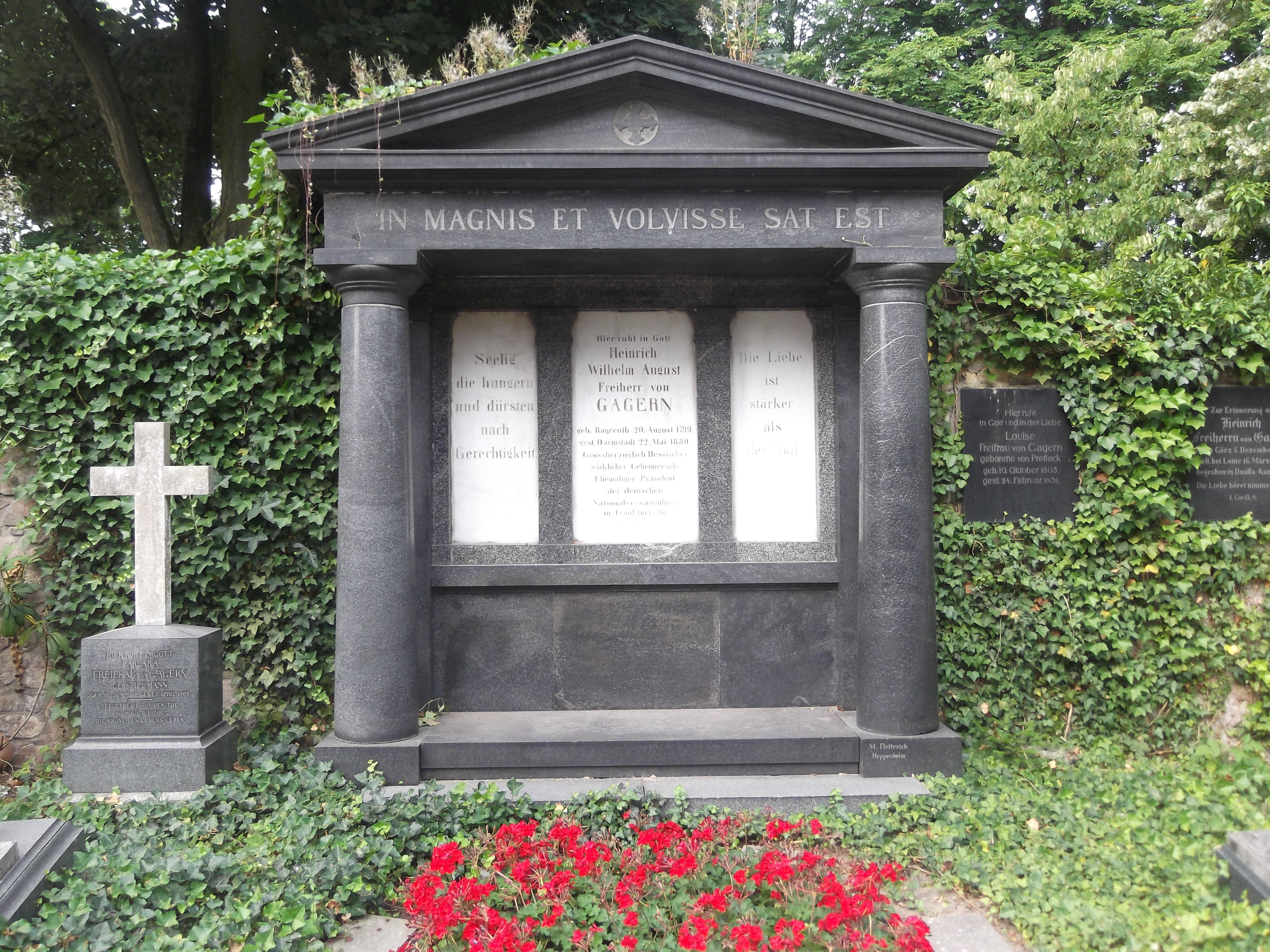
Tumba de Heinrich von Gagern en Darmstadt

Heinrich Wilhelm August Freiherr von Gagern, nacido el 20 de agosto de 1799 en Bayreuth y fallecido el 22 de mayo de 1880 en Darmstadt, fue un célebre político liberal alemán que desempeñó un importante papel en la revolución alemana de 1848. Antes de formar parte de la revolución, participó activamente en las guerras de liberación y fue miembro de la Burschenschaft en el Gran Ducado de Hesse. Al principio fue funcionario de la administración y más tarde se convirtió en diputado de la oposición en el parlamento estatal. Durante la revolución de 1848, fue primer ministro de Hesse durante dos meses y medio y fue elegido presidente de la Asamblea Nacional de Fráncfort el 19 de mayo de 1848.
El presidente Gagern impulsó una autoridad centralizada y colaboró con los estados alemanes. Como la integración de Austria en el nuevo Reich alemán resultaba cada vez más difícil, se convirtió en primer ministro del Reich (de diciembre de 1848 a mayo de 1849). Durante este periodo, finalizó las negociaciones parlamentarias que desembocaron en la Constitución de Fráncfort el 28 de marzo de 1849. Desgraciadamente, la Constitución no pudo aplicarse, lo que impidió la unidad y la libertad alemanas.
Tras formar parte de la Asamblea Nacional, Gagern no estaba muy dispuesto a unirse al esfuerzo prusiano por lograr la unidad alemana a través de la Unión de Erfurt. Sin embargo, acabó cediendo y se convirtió en miembro de la Volkshaus del Parlamento de la Unión de Erfurt en 1850. Posteriormente, sirvió como mayor en el ejército de Schleswig-Holstein de 1850 a 1851. Aunque siguió interesado e implicado en la política, no ocupó ningún cargo oficial hasta la década de 1860.
Entre 1862 y 1864 formó parte del comité de la Asociación para la Reforma Alemana, un movimiento a favor de la unificación alemana. Posteriormente, fue enviado de Hesse a Viena de 1864 a 1872 y también se convirtió en diputado en Hesse-Darmstadt. Al igual que muchos otros parlamentarios, se mostró satisfecho con la creación del Reich por Bismarck en 1871.

## Familia e infancia
Heinrich von Gagern, nacido en el seno de la familia von Gagern, era hijo de Hans Christoph Ernst Freiherr von Gagern, que fue político, diplomático e historiador cultural. La familia von Gagern tenía un largo historial de servicio en guerras para diversos países, como Venecia y Francia. Heinrich era uno de seis hermanos y tenía una madre católica llamada Karoline, también conocida como Charlotte, que era dama de compañía en Mannheim. Se casó con su marido protestante cuando sólo tenía 17 años, y tuvieron diez hijos juntos.
La familia huyó de Weilburg en Hesse con la corte del príncipe Federico Guillermo de las tropas revolucionarias francesas a la región administrativa prusiana de Ansbach-Bayreuth, donde nació su hija Amalie en 1798. Nacido el 20 de agosto de 1799, Heinrich fue bautizado según la Confesión Reformada, siendo testigos el Príncipe Heredero de Weilburg y la Duquesa Henriette de Württemberg. Un año después, la familia regresó a Weilburg, donde primero tuvieron un apartamento en el castillo de Weilburg y luego en la ciudad de Weilburg hasta 1809.
Heinrich asistió a la escuela de cadetes de Múnich de 1812 a 1814, pero le resultó inútil porque no cumplía los requisitos educativos de su familia. A los 15 años se convirtió en subteniente y participó en la guerra del regimiento de Nassau contra el Gobierno de los Cien Días de Napoleón. Aunque fue herido levemente en un pie en Waterloo, luchó junto al ejército prusiano y adquirió una valiosa experiencia. Durante la invasión de París, Heinrich se reunió con su padre y sus hermanos Fritz y Karl, que también participaban en la guerra. Esta experiencia fue significativa para el crecimiento y desarrollo personal de Heinrich von Gagern, y su padre la retrató como un relato heroico.

## Estudios y carrera de funcionario
Cuando Heinrich, de 16 años, acompañó a su hermano mayor Fritz a Heidelberg, poco podía imaginar que se embarcaría en un viaje de estudios superiores. Heinrich estudió Derecho en Gotinga y más tarde en Jena y Ginebra. Aunque su padre le apoyaba económicamente, parece que Heinrich estaba más interesado en las actividades de la fraternidad que en estudiar intensamente. Sin embargo, una cicatriz de luto y la frustración del padre hicieron que Heinrich fuera trasladado a Jena.
Sin embargo, en Jena fue donde Heinrich conoció al príncipe poeta Goethe. Aquí se convirtió en miembro de la Urburschenschaft en 1818. Heinrich organizó la celebración de la Batalla de las Naciones de Leipzig en 1818. Creía que el nacionalismo estaba estrechamente relacionado con el folclore, los principios democráticos y una constitución. Puede que los contemporáneos de Heinrich no lucharan en las guerras, pero lo consideraban su propio mito y el derecho a perseguir la idea nacional y libertaria que no se hizo realidad en 1815. En consecuencia, se opusieron a sus padres que se habían sometido a Napoleón.
Heinrich se fue a estudiar a Ginebra y aquí conoció el gobierno de las élites democráticas. Más tarde describió que fue aquí donde descubrió su individualidad como noble en una sociedad democrática y burguesa. En noviembre de 1821 aprobó el segundo examen estatal en Giessen.
Heinrich von Gagern trabajó en la administración pública del Gran Ducado de Hesse, con el apoyo del ministro de Estado Karl Ludwig Wilhelm von Grolman y el presidente del distrito de Darmstadt Kaspar Josef von Biegeleben. A pesar de ser un joven funcionario reformista, las oportunidades de hacer carrera eran limitadas y en 1826 se dio cuenta de que quería conseguir un escaño en el parlamento estatal.

## Político en el Vormärz

### Diputado del Landtag 1832-1835
Heinrich von Gagern creía que la Revolución de julio de 1830 en Francia y la Revolución Belga podrían motivar a la oposición liberal en Alemania para presionar con más fuerza contra el gobierno. Se asoció con compañeros liberales como Karl von Rotteck, Adam von Itzstein y Carl Theodor Welcker, y mostró su apoyo a los polacos oprimidos. En 1832 obtuvo un escaño en el parlamento estatal por la circunscripción de Lorsch y fue nombrado presidente de la comisión de finanzas. Más tarde se convirtió en el líder de la oposición en el parlamento.
El 2 de noviembre de 1833, el parlamento estatal fue disuelto por el gobierno en respuesta a la oposición. El oficial retirado Gagern también fue destituido de su cargo de chambelán. Para mantener su independencia ante la opinión pública, el 6 de noviembre solicitó ser despedido de la función pública. A pesar de haber sido elegido presidente en el nuevo parlamento del estado en 1834, su nombramiento fue rechazado por el gobierno. Sin embargo, fue nombrado presidente de la comisión de finanzas. En las nuevas elecciones celebradas en diciembre de 1834, Gagern no fue reelegido por su antigua circunscripción de Lorsch, pero sí por la de Hungen y la ciudad de Worms. Sin embargo, los ciudadanos de la ciudad le pidieron que no aceptara su mandato por temor a la represión económica del gobierno. Finalmente, Gagern permaneció en el parlamento estatal, pero allí los liberales estaban en minoría. Gagern se sintió decepcionado y llegó a la conclusión de que un político necesitaba una base más amplia, como demostraba la disputa con Worms, y que no se podía superar el sistema no libre de los distintos estados.
Durante ese periodo, existía la creencia generalizada de que Prusia debía tomar la iniciativa en la unificación de Alemania, aunque ello supusiera el fin de la propia Prusia. Si otros estados alemanes se oponían a la idea de unidad y libertad, Gagern proponía utilizar una revolución como medio para lograrlo, dirigida por líderes burgueses. Sin embargo, despreciaba a las clases bajas. También era crucial apoyar a la oposición parlamentaria con presiones extraparlamentarias. En 1846 sugirió una federación más estrecha bajo el liderazgo prusiano y otra más amplia con Austria. Tal alianza sería beneficiosa también para Austria, ya que permitiría a Prusia-Alemania centrarse en los Balcanes.

### Regreso al Landtag 1847
El gobierno pretendía introducir un código uniforme para todo el Gran Ducado de Hesse, que habría abolido en la práctica el matrimonio civil. En 1846, Gagern se convirtió en el líder de la oposición de Rheinhessen y, en unas elecciones parciales celebradas a finales de enero de 1847, fue elegido diputado por 13 de los 25 electores de Worms sin su conocimiento. Al principio se mostró receloso de ser cooptado por la ciudad, pero acabó aceptando el mandato tras serle concedido el derecho de voto.
Gagern fue una figura prominente que se opuso firmemente a la política gobernante y obtuvo reconocimiento más allá del Gran Ducado. Tuvo frecuentes altercados con su colega conservador, el Hofgerichtsrat Konrad Georgi, con quien debía compartir la cámara. Sus desacuerdos fueron tan intensos que Georgi retó a Gagern a un duelo. Sin embargo, Gagern logró evitar el conflicto rechazando las desmesuradas exigencias de Georgi. Esta decisión le salvó del apuro de ofender a sus pares nobles o poner en peligro su carrera política y su seguridad personal.
Durante esta época, existía una notable división entre liberales moderados y demócratas. Sin embargo, no sería del todo exacto calificar a la asamblea de Heppenheim como exclusivamente liberal, ni a la de Offenburg como una reunión de demócratas que pretendían abolir la monarquía. Ambas asambleas compartían reivindicaciones similares hacia finales de 1847. Gagern se separó de la facción moderada de Baden, que apoyaba al gobierno, pero no se consideraba un radical. Expresó su admiración por el pueblo alemán, describiéndolo como demasiado conservador y organizado para una revolución caótica al estilo francés. En general, seguía siendo optimista sobre el futuro.

## Durante la Revolución alemana

### Ministro de Hesse de marzo a mayo de 1848

Heinrich von Gagern, 1848

Cuando la noticia de la revolución de febrero en París desencadenó la revolución alemana, Gagern exigió el 28 de febrero en el Landtag un líder alemán con un gobierno nacional y un parlamento nacional. Durante ese periodo, existía la probabilidad de que Francia atacara a Alemania, lo que se preveía. Un informe de la cámara afirmaba que un parlamento nacional recibiría el apoyo de la población si estallaba la guerra. Los liberales pretendían utilizar las asambleas populares emergentes para lograr sus objetivos y controlar la creciente revolución.
El 5 de marzo Gagern participó en la reunión de Heidelberg, donde se abrió la oposición entre los liberales monárquico-constitucionales y la izquierda republicana en torno a Friedrich Hecker y Gustav Struve. El mismo día, se instaló un regente en el Gran Ducado de Hesse y Gagern fue nombrado jefe de Gobierno. Solo reemplazó a los funcionarios más reaccionarios, también para mantener baja la carga financiera de las pensiones.
Gagern se opuso al Vorparlament por su temor a un golpe de Estado por parte de los radicales, especialmente después de que Welcker añadiera el nombre de Gagern al comité de siete sin su consentimiento. En marzo, Gagern y sus colaboradores viajaron por el sur de Alemania para defender el nombramiento del rey prusiano Federico Guillermo IV como jefe del gobierno federal. El plan recibió la aprobación formal del Gran Duque de Baden y del rey de Württemberg. Sin embargo, el rey bávaro retiró su apoyo el 20 de marzo.
La firme posición de Gagern frente a los izquierdistas radicales del Vorparlament, deseosos de establecer una república, mejoró mucho su reputación entre los liberales. También le dio a conocer en toda Alemania. Mientras hacía campaña para la Asamblea Nacional en abril, se produjo un levantamiento liderado por Hecker en Baden. Durante la represión de la rebelión, Fritz von Gagern, que estaba al mando de un cuerpo en Baden, fue asesinado. Aunque los detalles son inciertos, se sugiere que recibió un disparo en la espalda mientras negociaba con Hecker. En sus memorias, Heinrich von Gagern lo calificó de asesinato.

### Presidente de la Asamblea Nacional de mayo a diciembre de 1848

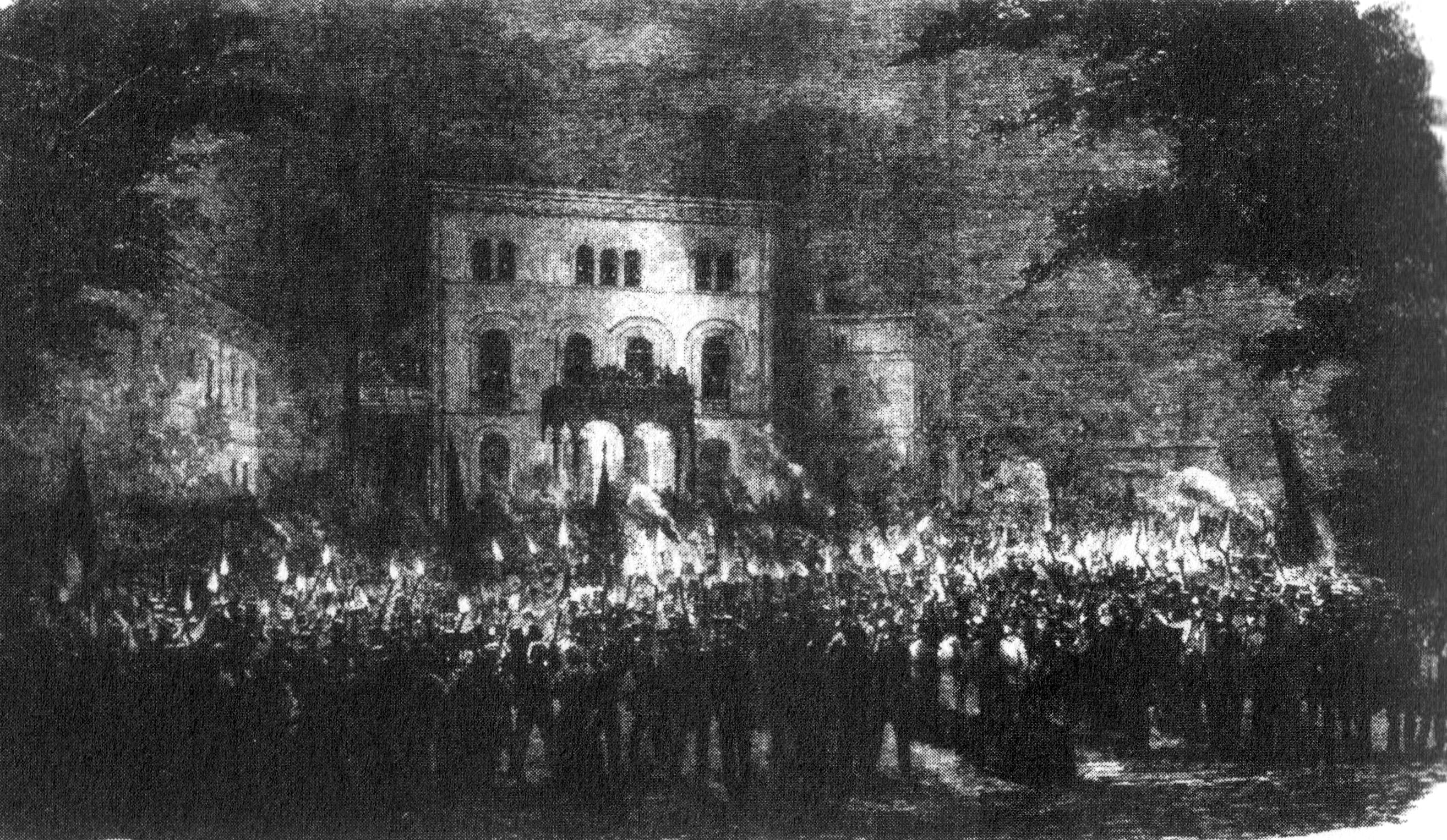
Procesión de antorchas en honor a Heinrich von Gagern, mayo o junio de 1848

En 1848, Gagern fue elegido presidente de la Asamblea Nacional tras ser elegido en el tercer distrito electoral de Hesse-Darmstadt (Zwingenberg). Sus amigos liberales le propusieron el cargo para evitar que el izquierdista Robert Blum llegara a la presidencia. Gagern aceptó la propuesta y fue elegido con 305 votos a favor y 92 en contra el 19 de mayo de 1848. El cargo de presidente se elegía todos los meses, y Gagern fue elegido consecutivamente siete veces con unos impresionantes porcentajes del 75 y el 91 por ciento.  Oficialmente, no era miembro de la facción liberal de derecha de Casino, pero era su facción, aunque también contaba con el apoyo de otras facciones, como la de centroizquierda.
En junio, durante la deliberación de un poder ejecutivo en la Asamblea Nacional, un informe de la comisión propuso un consejo de administración formado por tres personas. La principal responsabilidad de la junta era elegir a Gagern como primer ministro. El grupo de la oposición recomendó que el primer ministro no fuera elegido del parlamento para eliminar la pertenencia de Gagern al parlamento. El 24 de junio, Gagern solicitó a la Asamblea Nacional que designara al archiduque Juan de Austria como "regente imperial" (Reichsverweser). La Asamblea Nacional aprobó la ley del poder central el 28 de junio y eligió a Juan el día siguiente

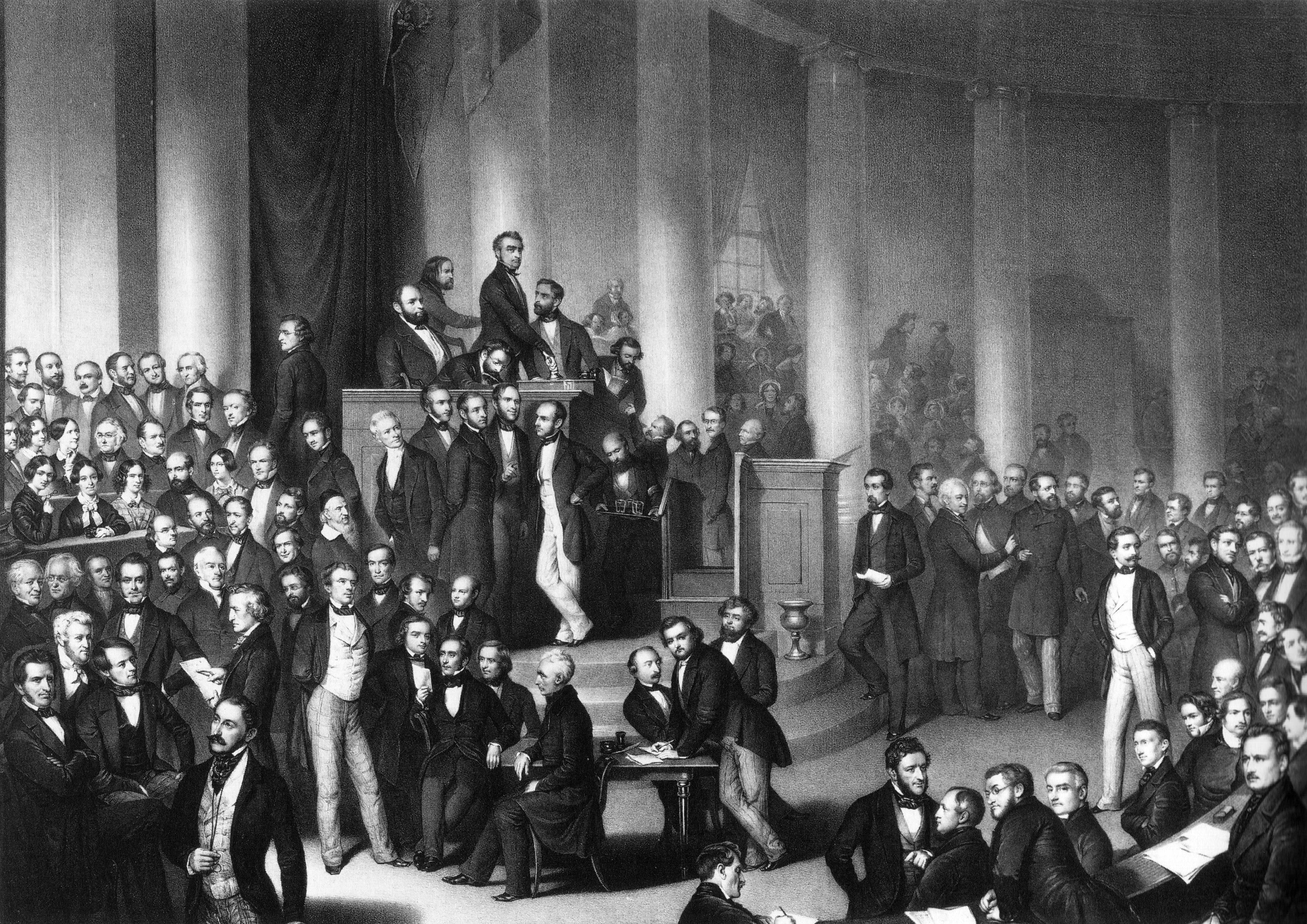
Representación de Eduard Mayer de la Paulskirche De pie en el centro, elevándose sobre todos los demás, se dibujó al presidente Gagern sosteniendo la campana.

Con esto, Gagern y la facción del Casino rompieron con el principio de acuerdo, porque los gobiernos no estaban involucrados en el nombramiento de Juan, aunque luego le transfirieron los poderes del Bundestag. El propio Gagern no estaba disponible para el gobierno imperial designado por Juan.
Después de que la Asamblea Nacional aceptara el impopular Armisticio de Malmoe, estallaron los disturbios de septiembre en Fráncfort y Baden. El presidente mostró sangre fría cuando, en una reunión el 18 de septiembre, la gente furiosa trató de asaltar la Paulskirche. Mientras que golpeaban la puerta, Gagern pidió con éxito a los emocionados diputados que se quedaran quietos y continuaron las negociaciones.
El 24 de noviembre, Gagern, junto con Eduard Simson y Georg Vincke, viajó a Berlín para reunirse con el rey prusiano Federico Guillermo IV. Durante su reunión, fueron informados de que el rey no estaba muy dispuesto a una estrecha colaboración y no aceptaría ser nombrado emperador alemán por la Asamblea Nacional. Gagern creía que se podía influir en los príncipes para que aceptaran la constitución y opinaba que el rey podría retractarse, como ya había hecho en el pasado. Gagern consiguió evitar que Prusia rompiera los lazos con la Asamblea Nacional, a diferencia de Austria, que reafirmó su unidad nacional dos días después, haciendo inviable la Gran Alemania.

### Primer ministro del Reich de diciembre de 1848 a mayo de 1849

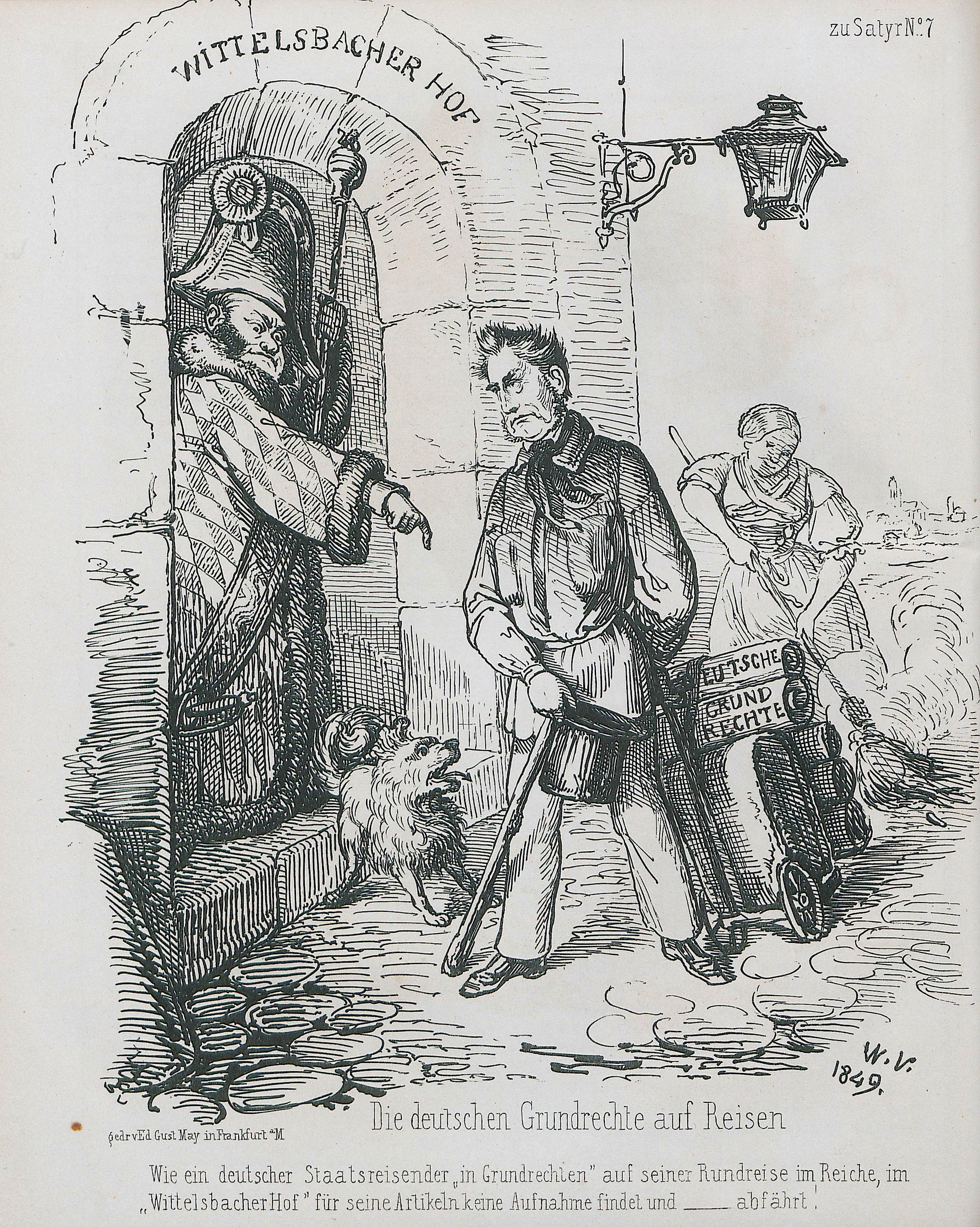
Caricatura de 1849: Gagern tiene que vender derechos básicos. En el verano de 1851, el Bundestag los declaró ineficaces.

El 15 de diciembre de 1848, el primer ministro del Reich, Anton von Schmerling, dimitió debido a la postura de Austria. Esto llevó al regente imperial a nombrar a Gagern jefe de Gobierno y ministro de Interior y Asuntos Exteriores dos días después. El plan de Gagern de una federación más fuerte y extensa, que sólo conectaba Austria con Alemania a través de una federación estatal, provocó que muchos partidarios del concepto de la Gran Alemania abandonaran la facción Casino. Gagern tuvo que buscar apoyo en otras fuentes. El 11 de enero de 1849 obtuvo la mayoría para su propuesta en la Asamblea Nacional.
El curso de la Pequeña Alemania de Gagern se confirmó cuando Austria pidió una Gran Austria a principios de marzo, con toda Austria en la Confederación Alemana con un cuerpo compuesto solo por diputados de los estados individuales, con 38 votos para Austria frente a otros 32. Gagern creía que los alemanes a favor de la Gran Alemania que no fueran austriacos lo apoyarían y que la izquierda no sería necesaria para mayorías, por ejemplo, en la ley electoral.
Esto resultó ser un error de su parte, ya que, en las importantes votaciones sobre los principios constitucionales a fines de marzo, después de una pérdida de votos intentando pasar la moción de Welcker, con 283 votos en contra y 252 votos a favor, el gobierno de Gagern dimitió. A falta de alternativa, permaneció “temporalmente” en el cargo. Un acuerdo con la izquierda moderada Heinrich Simon, el Pacto Simon-Gagern del 26 de marzo trajo una mayoría para el programa de Gagern, con concesiones a la izquierda. El 28 de marzo se promulgó la constitución del Reich alemán.

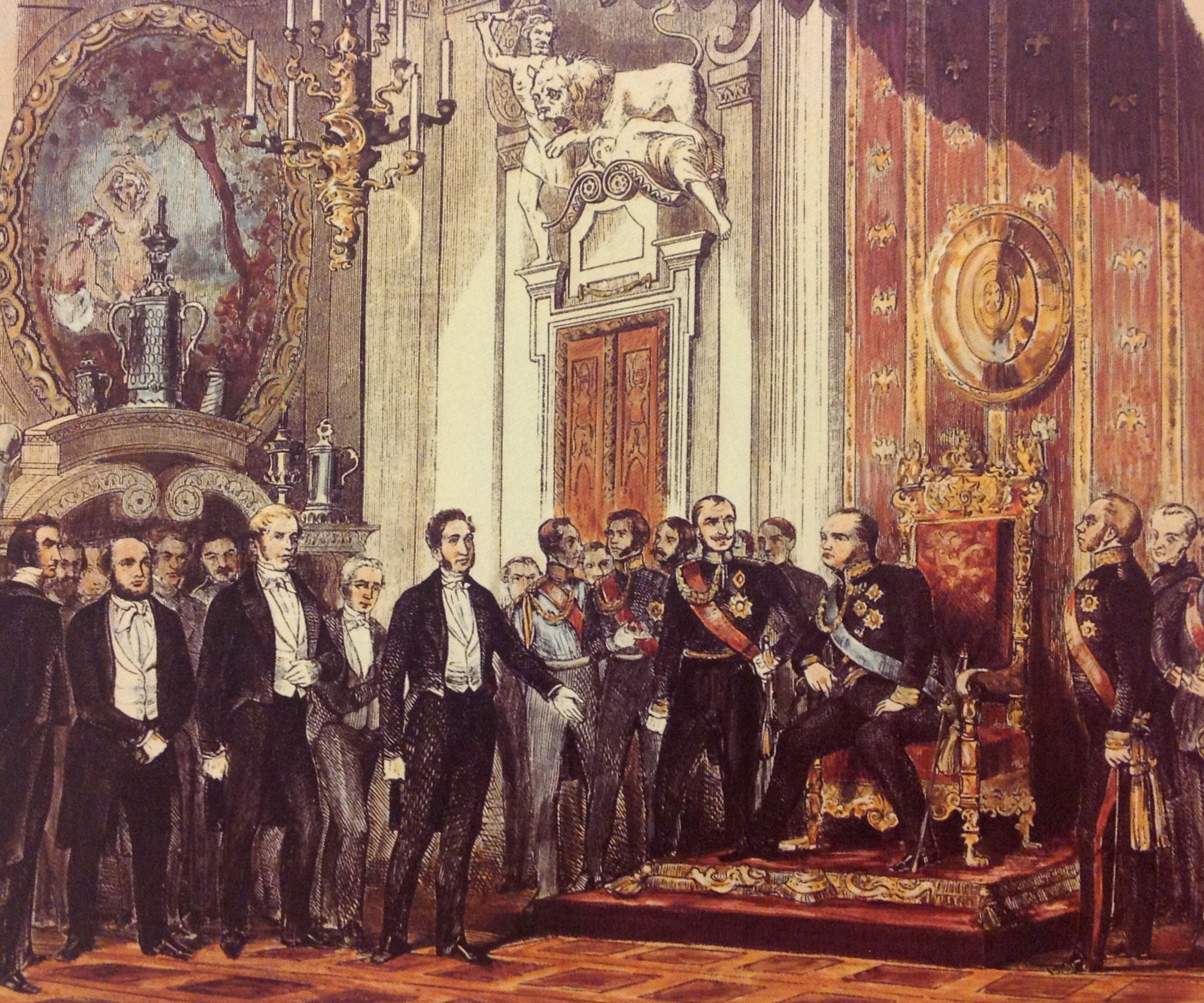
Delegación imperial ante Friedrich Wilhelm IV, en el extremo izquierdo Heinrich von Gagern

Una delegación imperial, encabezada por Eduard Simson y Heinrich von Gagern, informó al rey de Prusia de su elección como emperador. Sin embargo, el rey declinó la oferta y se negó a aceptarla. Heinrich von Gagern intentó persuadir al rey para que cambiara su decisión o buscara un método legal alternativo para aplicar la constitución, pero sus esfuerzos resultaron inútiles. A pesar del apoyo popular a la constitución, el rey atacó abiertamente Asamblea Nacional en mayo, y además pidió a los diputados prusianos que renunciaran a sus mandatos, lo que constituía un acto ilegal.
La Asamblea Nacional consideró cómo proceder, con partes de la izquierda respaldando el uso de la fuerza. El regente austríaco no mostró interés en tomar una posición firme detrás de la constitución, y el conflicto latente a fuego lento entre él y Gagern estalló abiertamente. En la noche del 9 de mayo, Gagern presentó al gabinete y a los representantes de los gobiernos estatales el siguiente plan: se disolvería la Asamblea Nacional de tendencia izquierdista, se destituiría al Reichsverweser de tendencia derechista y se transferiría la autoridad central a Prusia para que Prusia pudiera seguir desempeñando su papel en el proceso de unificación. Contrariamente a la noción poco realista de Gagern, Juan no renunció; el día 10 de mayo el ministerio de Gagern pidió su renuncia.
Gagern sufría de un "dolor de cabeza nervioso" en ese momento, pero dijo que Casino debía seguir defendiendo la causa alemana en la Asamblea Nacional. En la noche del 19 de mayo, la mayoría de una facción votó a favor de abandonar la Asamblea Nacional por temor a una guerra civil y Gagern renunció a su escaño el 20 de mayo.

### Unión de Erfurt

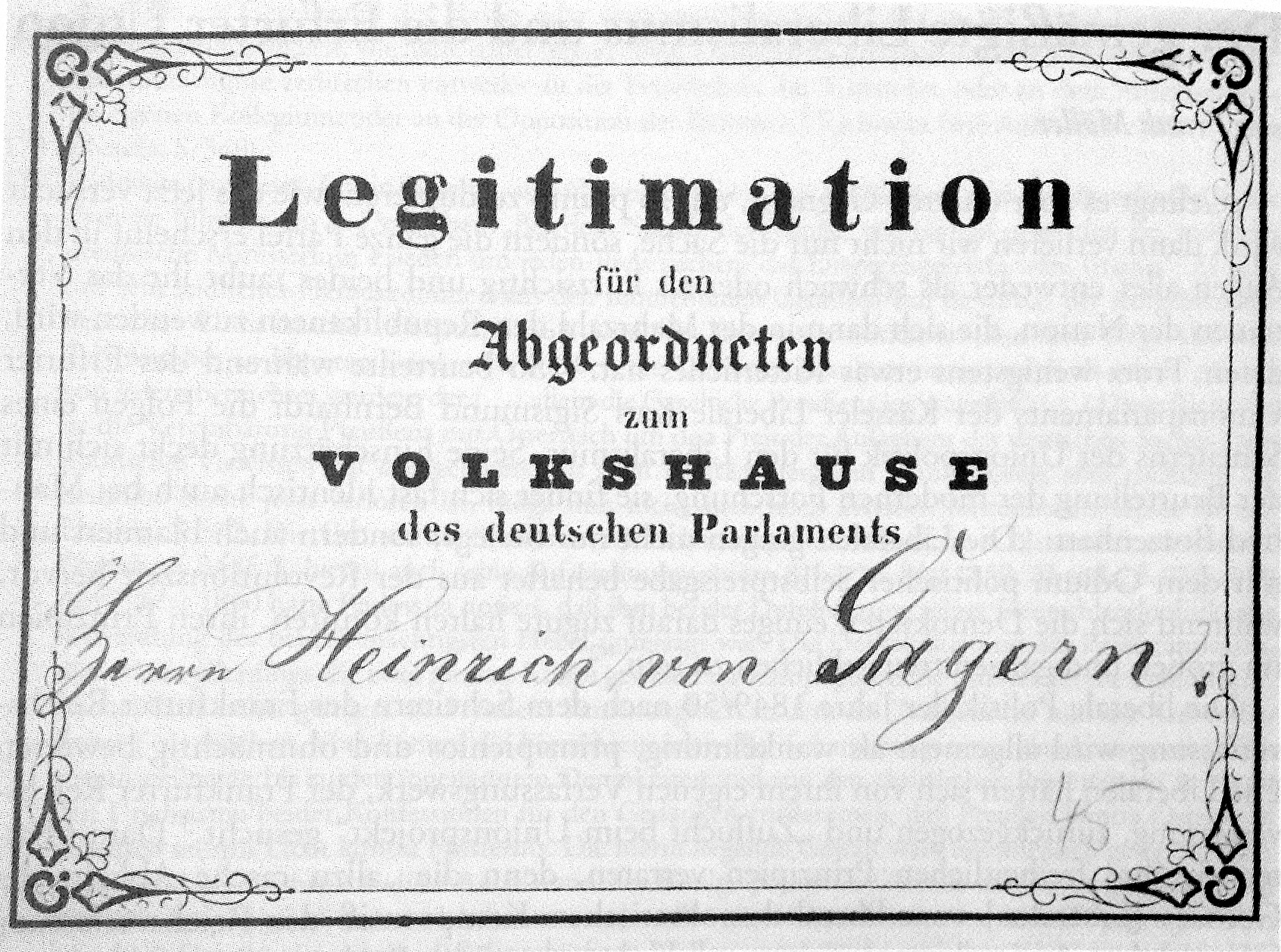
Boleto de entrada de Heinrich von Gagern para el Volkshaus del Parlamento de la Unión de Erfurt

El rey prusiano ahora quería implementar una " Unión de Erfurt " bajo un signo más conservador (primero llamado Imperio Alemán, luego llamado Unión Alemana). Los liberales de derecha con Gagern se reunieron del 26 al 28 de junio de 1849 en el llamado Post-Parlamento de Gotha para discutir su participación en él.
Durante los debates del Parlamento de la Unión de Erfurt sobre la nueva Constitución, celebrados en marzo/abril de 1850, el partido liberal obtuvo la mayoría en cuestiones cruciales. Uno de los miembros presentes era Gagern, que formaba parte de la Cámara Popular del Parlamento. Gagern reconocía que la dedicación de Prusia a la Unión era cada vez menor, y entendía por qué el gobierno quería eliminar el catálogo de derechos fundamentales de la constitución. Sin embargo, se opuso a la idea, ya que repercutiría negativamente en el estado de la Unión. Gagern apoyó la propuesta de los liberales de aprobar la constitución tal y como estaba, pero recordó al gobierno prusiano que la aprobaría. A pesar de sus esfuerzos, Prusia tuvo que abandonar el proyecto de la Unión tras la crisis de otoño de 1850, al verse amenazada por Austria.

## Después de los esfuerzos de unificación

### Schleswig-Holstein
Desde el levantamiento de Schleswig-Holstein, estos dos ducados habían estado en guerra con Dinamarca, en ocasiones apoyados por tropas alemanas y principalmente por tropas prusianas. Gagern viajó desde su Monsheim natal a Berlín para investigar los antecedentes del comportamiento prusiano.
Otto von Manteuffel, primer ministro prusiano, mantuvo una reunión con Gagern, en la que estuvo acompañado por un joven político conservador, Otto von Bismarck. Según las memorias de Bismarck, Manteuffel les dejó solos con un pretexto, y Bismarck expuso sus opiniones políticas de forma tranquila y objetiva. Sin embargo, soltó frases a Gagern como si se dirigiera a una asamblea popular, manteniendo al mismo tiempo una expresión seria. Tras la reunión, Bismarck informó a Manteuffel de que no quería mantener más conversaciones con Gagern.

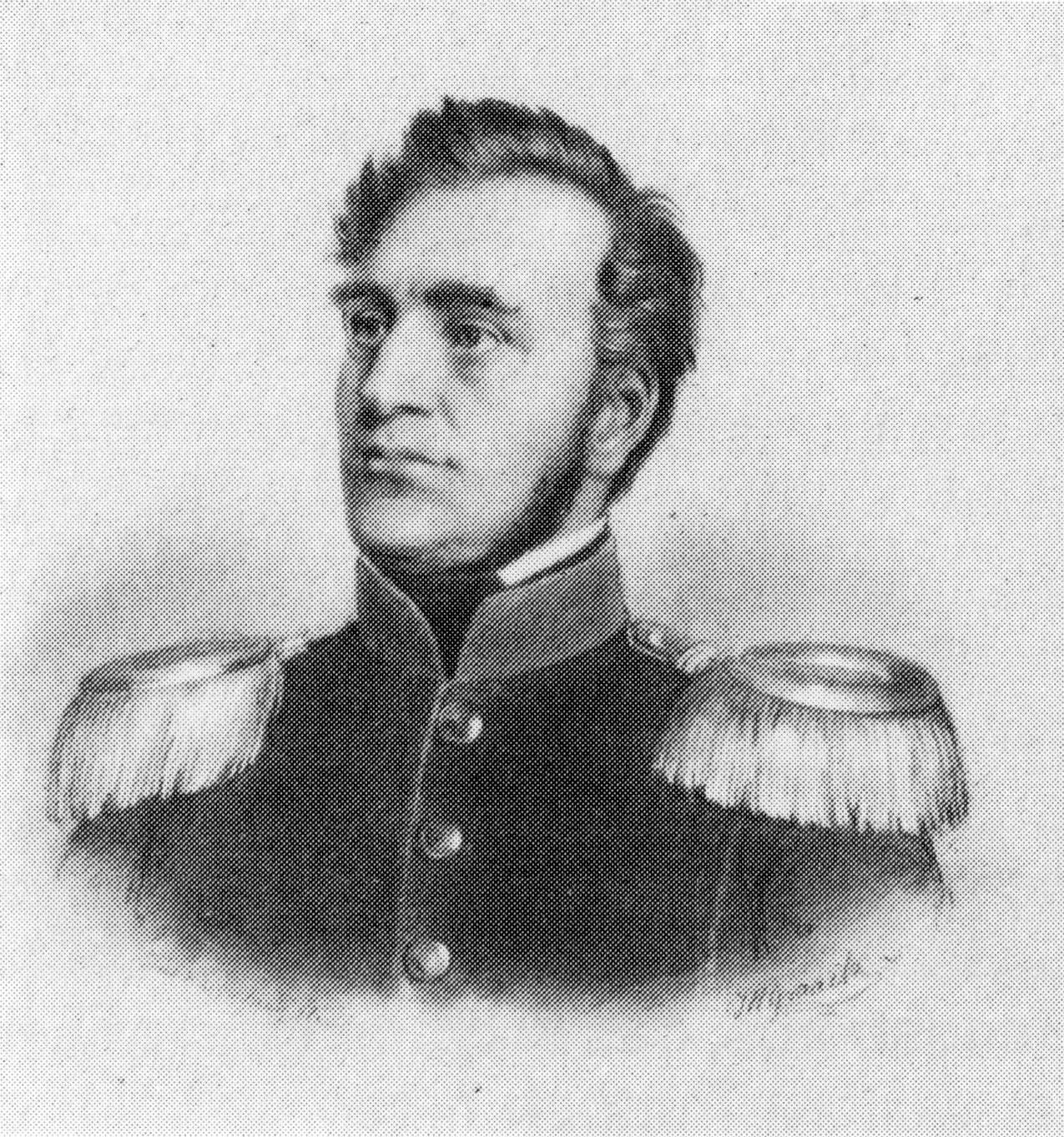
Gagern como mayor, dibujo del 20 de marzo de 1851

Frank Möller, biógrafo de Gagern, afirma que la diferencia de opinión política no es lo único evidente, sino también la diferencia de discurso político. El severo juicio de Bismarck pudo estar influido por su mala conciencia, ya que él mismo tenía fama de "hablador", mientras que Gagern se alistó rápidamente en el ejército de Schleswig-Holstein. La decisión de Gagern estaba motivada no sólo por la necesidad de redimirse ante la opinión pública, sino también por su sentido de la responsabilidad hacia el país, ya que anteriormente había guardado silencio sobre el asunto en favor de Prusia.
Como mayor en el ejército de Schleswig-Holstein, Gagern era una especie de oficial de enlace entre el mando militar y la gobernación, es decir, el gobierno provisional que había sido establecido por la autoridad central. Su esposa estaba horrorizada por su servicio militar y le dijo que pensara en sus hijos; y el público lo vio sobre todo como un noble al que impulsaba el sentido del honor. Pero para Gagern, el tiempo fue una especie de vacaciones de la política. Debido al clima, entre otras cosas, no hubo batalla con los daneses en el invierno y finalmente la gobernación se rindió a favor de los comisionados federales. Gagern pidió su salida el 13 de enero de 1851.

### Era Reaccionaria
Gagern se enfrentó a una tragedia personal con la pérdida de su madre, pero se mantuvo en contacto con sus aliados políticos. En abril de 1851, asistió a una reunión en Deidesheim con políticos liberales del suroeste de Alemania. Mientras algunos abogaban por una república y una revolución, Gagern seguía empeñado en lograr una monarquía constitucional, posiblemente con reformas de transición.
Hans Christoph von Gagern encontró consuelo en la escritura tras el fallecimiento de su esposa y quiso rememorar la revolución de la escritura. Creía que había que contentarse con las circunstancias presentes. Sin embargo, a su hijo Heinrich no le gustó lo que escribía y lo consideró una traición a los ideales de las guerras de liberación y un ataque a sus propias convicciones políticas. Heinrich amenazó con oponerse públicamente al escrito si se publicaba. Hans Christoph von Gagern falleció el 22 de octubre de 1852.
En agosto de 1851, Heinrich von Gagern decidió vender Gut Monsheim por unos 150.000 florines y trasladarse a Heidelberg, en Baden. Las razones de su traslado eran ofrecer mejores oportunidades educativas a sus hijos y evitar la política de Hesse. Sin embargo, su decisión no fue bien recibida por los liberales de Heidelberg y, desgraciadamente, su amigo Friedrich Daniel Bassermann se suicidó. Además, mientras paseaba con Gagern, Alexander von Soiron falleció a causa de un derrame cerebral en 1855. En 1856/1857 Heinrich y Max von Gagern publicaron una biografía de su hermano muerto, Fritz.
La Guerra de Crimea de 1854 lo puso en contacto con el partido Wochenblatt de Prusia; Aunque se mostró escéptico de que esta oposición pudiera llegar al poder, parecía probable que la guerra se extendiera a muchos países de Europa y, por lo tanto, impulsara la cuestión alemana. Otros liberales también creían que solo la guerra produciría el líder político que traería la unidad.

### Carrera posterior y final
Durante la segunda mitad de la década de 1850, mientras el movimiento liberal recobraba impulso, Gagern optó por permanecer inactivo. Sin embargo, la generación más joven, incluidos algunos izquierdistas desilusionados, adoptó la Realpolitik prusiana y apoyó los planes austriacos de reforma federal en 1863. Esto condujo a la Ley de Reforma de Fráncfort, que lamentablemente fracasó debido a la oposición de Prusia. A pesar de este revés, Gagern persistió en abogar por un parlamento nacional, a diferencia de Austria. La era de los individuos nacidos en torno a 1800, como Gagern, había llegado a su fin.
Afirmó que un liderazgo dual de Alemania por parte de Austria y Prusia no era viable y que una guerra era la única forma de determinar la potencia más fuerte. Formó parte del comité de la Asociación para la Reforma Alemana entre 1862 y 1864, pero dimitió cuando se convirtió en enviado de Hesse en Viena. Aunque perdió su independencia política, necesitaba un trabajo y se sintió cómodo en Viena, donde pudo reencontrarse con su hermano y tuvo un sentimiento de pertenencia.
Gagern aceptó la victoria de Prusia en 1866 con serenidad, al igual que la afiliación del Alto Hesse a la Confederación Alemana del Norte después de la anexión de Prusia. Para él, la candidatura de los Hohenzollern en España era chovinismo prusiano, pero acogió con satisfacción la guerra franco-prusiana y su desenlace, incluida la anexión de Alsacia-Lorena. La guerra de su juventud se había repetido felizmente. Como muchos otros liberales, incluso antiguos izquierdistas de 1848, aprobó la fundación del imperio. Cuando Bismarck le informó en este momento que Gagern estaba al tanto de sus méritos para la fundación del imperio, respondió:

Incluso si algunas cosas resultaron diferentes de lo que esperaba, personalmente estoy bastante satisfecho con el resultado, que en algunos aspectos supera todo lo que antes se esperaba y creía posible, y le doy la bienvenida al nuevo Reich alemán con alegría y afecto patriótico.

Habiendo ya educado a sus hijos como católicos, Heinrich von Gagern se convirtió al catolicismo en julio de 1870. Su tío Ernst von Gagern también era converso y sacerdote católico.
Como muchos otros diputados de Fráncfort, intentó en 1871 un mandato en el Reichstag. Pero rechazó la oferta del Partido del Centro Católico y se postuló como independiente en varias circunscripciones. Atacado por los opositores debido a la recomendación católica, perdió por poco ante los candidatos liberales nacionales en todos los distritos electorales. Quería ser despedido de su servicio civil en Hesse a finales de 1870, pero esto no sucedió hasta 1872. Le preocupaba la estructura del nuevo Reich, esperaba que los derechos del Reichstag estuvieran mejor definidos.
En enero de 1877, Heinrich von Gagern enfermó gravemente y le pidió a su hermano Max que escribiera su biografía. Recibió conscientemente la noticia de que Bismarck había firmado la Doble Alianza con Austria y llamó a esto la realización de los "sueños de Gagern". Heinrich von Gagern murió el 22 de mayo de 1880 y fue enterrado en el cementerio de Darmstadt entre sus dos esposas.